# Melanitta
A Melanitta a madarak osztályának lúdalakúak (Anseriformes) rendjébe, a récefélék (Anatidae) családjába tartozó nem.

## Rendszerezésük
A nemet Friedrich Boie írta le 1822-ben, jelenleg 3 faj tartozik ide:
- füstös réce (Melanitta fusca)
- fekete réce (Melanitta nigra)
- pápaszemes réce (Melanitta perspicillata)